# Atelopus dimorphus
Atelopus dimorphus är en groddjursart som beskrevs av Stefan Lötters 2003. Atelopus dimorphus ingår i släktet Atelopus och familjen paddor. IUCN kategoriserar arten globalt som starkt hotad. Inga underarter finns listade.